# Muzuo
Muzuo (kinesiska: 木座藏族乡, 木座) är en socken i Kina. Den ligger i provinsen Sichuan, i den sydvästra delen av landet, omkring 210 kilometer norr om provinshuvudstaden Chengdu. Antalet invånare är 1 521. Befolkningen består av 738 kvinnor och 783 män. Barn under 15 år utgör 20,0 %, vuxna 15-64 år 69 %, och äldre över 65 år 10,0 %.
Genomsnittlig årsnederbörd är 1 162 millimeter. Den regnigaste månaden är juli, med i genomsnitt 342 mm nederbörd, och den torraste är december, med 2 mm nederbörd.